# Андгун (елдормен Сассексу)
Андгун (*Andhun, д/н —після 686) — елдормен Сассексу в 683—686 роках.

## Життєпис
Про походження Андгуна замало відомостей, напевне належав до сассекської знаті. У 683 році після поразки та загибелі Етельвеля, короля Сассексу, у війні з Кедваллою, королем Вессексом, разом з Бертуном очолив боротьбу проти представників Вессексу — Едвульфа та Еґвальда.
У 685 році разом з Бертуном завдав поразки вессекським військам, від яких було звільнено Сассекс. Після цього розділив королівство з Бертуном, отримавши східну частину.
686 року спрямував війська проти Хлотхіра, короля Кенту. Втім невдовзі їх було повернено з огляду на наступ Кедвалли проти Сассекса. В новій війні Андгун разом з Бертуном зазнали поразки. бертун загинув, а доля Андгуна невідома. Новим королем Сассексу став Кедвалла.